# Bunny Luv
Bunny Luv (Sacramento, 12 settembre 1979) è un'ex attrice pornografica statunitense.

## Biografia
Il suo primo film risale al 1999, Up and Cummers 68. Da allora ha realizzato un'ottantina di pellicole. 
Dal 2004 è anche regista: ha al suo attivo una ventina di film. Il 1º maggio 2000 si è sposata con Devan Sapphire, da cui ha divorziato nel 2002 per risposarsi con Dcypher.

## Riconoscimenti
- 2000 AVN Award nomination for Best New Starlet[3]
- 2002 AVN Award nomination for "Best All-Girl Sex Scene – Video" in Fast Cars & Tiki Bars with Isabella Camille and Jezebelle Bond[4]
- 2005 AVN Award nominee – Best Non-Sex Performance – Repo Girl[5]
- 2005 AVN Award nominee – Best All-Girl Sex Scene (Film) – Dollhouse (with Monica Mendez)[5]
- 2005 NightMoves Award winner – Best New Director (Fan's Choice)[6]
- 2006 AVN Award nominee – Best Director (Non-Feature) – Devon: Decadence[7]
- 2006 FAME Award nominee – Favorite Director[8]
- 2007 AVN Award nominee – Best Director (Non-Feature) – Intoxicated[9]
- 2007 AVN Award nominee – Director of the Year (Body of Work)[9]
- 2007 AVN Award nominee – Best Art Direction (Video) – Way of the Dragon[9]
- 2010 AVN Award nominee – Best Director (Non-Feature) – Jesse Jane: Breathe Me[10]

## Filmografia

### Attrice
- 18 and Nasty 10 (1999)
- Barefoot Confidential 5 (1999)
- Barefoot Confidential 6 (1999)
- Barely Legal 1 (1999)
- Buffy Malibu's Nasty Girls 21 (1999)
- Carnal Secrets (1999)
- College Coed Cheerleaders (1999)
- Dirty Candy (1999)
- Fresh Hot Babes 18: Wet Wild and Wicked (1999)
- Initiations 1 (1999)
- Lewd Conduct 6 (1999)
- Little White Chicks... Big Black Monster Dicks 3 (1999)
- Nasty Nymphos 27 (1999)
- Nineteen Video Magazine 30 (1999)
- No Man's Land 27 (1999)
- Panty World 9 (1999)
- Pickup Lines 41 (1999)
- Please 3: The Asian Manifest (1999)
- Shay's World (1999)
- Slumber Party 10 (1999)
- University Coeds 17 (1999)
- Up And Cummers 68 (1999)
- Video Adventures of Peeping Tom 20 (1999)
- All Natural 3 (2000)
- All Pissed Off 4 (2000)
- ALS Scan 18 (2000)
- Always 18 1 (2000)
- Ass Cream Man (2000)
- Barely Legal on Vacation 1 (2000)
- Behind the Scenes 6 (2000)
- Bunny Luv AKA Filthy Whore (2000)
- Devoured (2000)
- Farmer's Daughters Down on the Farm (2000)
- Father John's Cock Throbbing Favorites: The Old Testiclement (2000)
- Freshman Fantasies 25 (2000)
- Gallery of Sin 2 (2000)
- Girl Thing 4 (2000)
- Handjobs 5 (2000)
- I Love Lesbians 8 (2000)
- Las Vegas Revue 2000 (2000)
- Lipstick (2000)
- No Man's Land 31 (2000)
- Oral Consumption 1 (2000)
- Panty World 11 (2000)
- Philmore Butts Hot Ass Bitches (2000)
- Pissy Girls (2000)
- Playing Cupid (2000)
- Puritan Magazine 24 (2000)
- Rock Steady (2000)
- Sexevil (2000)
- Sorority Sex Kittens 4 (2000)
- Sorority Sex Kittens 5 (2000)
- Taped College Confessions 9 (2000)
- Ten Little Angels (2000)
- Trailer Trash Nurses 1 (2000)
- Trailer Trash Nurses 2 (2000)
- Under the Cherry Tree 2 (2000)
- United Colors Of Ass 6 (2000)
- University Coeds 25 (2000)
- Video Adventures of Peeping Tom 24 (2000)
- Voodoo Lounge (2000)
- Wanna See Me Pee? 1 (2000)
- Watcher 8 (2000)
- White Panty Chronicles 11 (2000)
- Barely Legal 12 (2001)
- Barely Legal in the City (2001)
- Bubblegum Fantasies (2001)
- Calendar Issue 2001 (2001)
- Fast Cars And Tiki Bars (2001)
- Foot Lovers Only 4 (2001)
- From Bunny With Luv (2001)
- Invitation (2001)
- Panty World 13 (2001)
- Sophie Evans AKA Filthy Whore (2001)
- Think Pink (2001)
- Virtual Pornstar: Bunny Luv (2001)
- When The Boyz Are Away The Girlz Will Play 3 (2001)
- Where The Girls Sweat 6 (2001)
- Bella's Perversions 2 (2002)
- Double O Blonde (2002)
- Fetish 1: Dream Scape (2002)
- Floss (2002)
- Girls School 5 (2002)
- Golden Girls (2002)
- Little Town Flirts (2002)
- Menage A Trois (2002)
- Please Cum Inside Me 7 (2002)
- Pussyman's Decadent Divas 20 (2002)
- Real Female Orgasms 3 (2002)
- Sex In The Valley (2002)
- Soloerotica 1 (2002)
- Too Many Blonde Moments (2002)
- Unchained (2002)
- Villa (2002)
- Young Girls' Fantasies 1 (2002)
- 5 Blondes (2003)
- Barefoot Beauties (2003)
- Beat the Devil (2003)
- Busty Beauties 4 (2003)
- Cheerleader Pink (2003)
- Deepthroat Virgins 6 (2003)
- Dollhouse (2003)
- Fetish Circus (2003)
- Jack's Playground 1 (2003)
- Jack's Playground 2 (2003)
- Jack's Playground 6 (2003)
- Jenna's Rendezvous (2003)
- My Neighbors Daughter 3 (2003)
- Repo Girl (2003)
- Rub The Muff 8 (2003)
- Summer Camp Sun Bunnies (2003)
- All You Need is Luv (2004)
- Barely Legal All Stars 1 (2004)
- Bunny and Daton's Foot Tease (2004)
- Dee Exposed (2004)
- Jack's Playground 11 (2004)
- Jack's Playground 12 (2004)
- Jack's Playground 13 (2004)
- Jack's Playground 14 (2004)
- Jack's Playground 15 (2004)
- Jack's Playground 16 (2004)
- Jack's Playground 9 (2004)
- Love Potion 69 (2004)
- My First Love (2004)
- Ripe 10 (new) (2004)
- Ripe 23: Chandler (2004)
- Ripe 8: Alicia Rhodes (2004)
- Teagan: Erotique (2004)
- Totally Natural Nymphos 7 (2004)
- April Flowers Exposed (2005)
- Best Breasts in the Biz (2005)
- Big Tits Tight Slits 2 (2005)
- Girly Girlz 2 (2005)
- Jack's Playground 20 (2005)
- Jack's Playground 21 (2005)
- Jack's Playground 22 (2005)
- Jack's Playground 23 (2005)
- Jack's Playground 24 (2005)
- Mrs. Behavin' (2005)
- Oral Operator (2005)
- Pussy Talk (2005)
- Real Female Masturbation 23 (2005)
- Up And Cummers 125 (2005)
- Barely Legal All Stars 6 (2006)
- Rack 'em Up (2006)
- Pussy Treasure (2007)
- Lesbian Bait 2 (2013)

### Regista
- Devon: Erotique (2004)
- Story Of J (2004)
- Teagan: Erotique (2004)
- Devon: Decadence (2005)
- Intoxicated (2005)
- Jesse Jane: All-American Girl (2005)
- Marvelous (2005)
- Mrs. Behavin' (2005)
- Porcelain (2005)
- Posh Kitten (2005)
- Teagan: All American Girl (2005)
- Way of the Dragon (2005)
- Hot Rod for Sinners (2006)
- Hush (2006)
- Lascivious Liaisons (2006)
- Peek: Diary of a Voyeur (2006)
- Teagan's Juice (2006)
- Tryst (2006)
- Deeper 8 (2007)
- Hannah: Erotique (2007)
- Icon (2007)
- Jana Cova in Blue (2007)
- Jesse in Pink (2007)
- Jesse Jane: Scream (2007)
- Jesse's Juice (2007)
- Sexual Freak 6: Sophia Santi (2007)
- Sexual Freak 7: Stoya (2007)
- Shay Jordan: All American Girl (2007)
- Shay Jordan: Scream (2007)
- Sophia Santi: Juice (2007)
- Sophia Santi: Scream (2007)
- Video Nasty 1: Jana Cova (2007)
- Gabriella Fox: Sexy Hot (2008)
- Jana Cova: Erotique (2008)
- Jana Cova: Lust (2008)
- Jesse Jane: Kiss Kiss (2008)
- Jesse Jane: Sexy Hot (2008)
- Katsuni: Minx (2008)
- Mrs. Conduct (2008)
- Sexual Freak 10: Katsuni (2008)
- Sexual Freak 8: Audrey Bitoni (2008)
- Sexual Freak 9: Lacie (2008)
- Shay Jordan: Juice (2008)
- Shay Jordan: Lust (2008)
- Stoya Atomic Tease (2008)
- Stoya: Sexy Hot (2008)
- Video Nasty 2: Shay Jordan (2008)
- Video Nasty 3: Stoya (2008)
- Video Nasty 4: Katsuni (2008)
- Angelina Armani: Overcome (2009)
- Belle (2009)
- Is He There? (2009)
- Jana Cova: Scream (2009)
- Jana Cova's Juice (2009)
- Jesse Jane: Atomic Tease (2009)
- Jesse Jane: Breathe Me (2009)
- Mrs. Demeanor (2009)
- Riley Steele: Chic (2009)
- Riley Steele: Honey (2009)
- Riley Steele: Scream (2009)
- Shay Jordan: Leather and Lace (2009)
- Shay Jordan: Slippage (2009)
- Sophia Santi in White (2009)
- Sophia Santi: Belle (2009)
- Sophia Santi: Erotique (2009)
- Stoya: Perfect Picture (2009)
- Stoya: Scream (2009)
- Video Nasty 5: Teagan (2009)
- You and Us (2009)
- Love and Other Mishaps (2010)
- Riley Steele: Love Fool (2010)
- Strict Machine (2010)
- Riley Steele: Lights Out (2011)